# Obca (singel)
Obca – ósmy singel polskiej piosenkarki Bryski z jej drugiego albumu studyjnego, zatytułowanego biorę wdech (hikikomori). Singel został wydany 3 stycznia 2024.
Kompozycja znalazła się na 3. miejscu listy OLiA, najczęściej odtwarzanych utworów w polskich rozgłośniach radiowych. Nagranie otrzymało w Polsce status platynowego singla, przekraczając liczbę 50 tysięcy sprzedanych kopii.

## Geneza utworu i historia wydania
Utwór napisali i skomponowali Gabriela Nowak-Skyrpan, Paweł Wawrzeńczyk i Karol Serek, którzy również odpowiadają za produkcję utworu.
Singel ukazał się w formacie digital download 3 stycznia 2024 w Polsce za pośrednictwem wytwórni płytowej Magic Records w dystrybucji Universal Music Polska. Piosenka została umieszczona na drugim albumie studyjnym Bryski – biorę wdech (hikikomori).
Piosenka w polsko-angielskiej wersji została zgłoszona do polskich wewnętrznych eliminacji na 68. Konkurs Piosenki Eurowizji organizowany w Malmö. Ostatecznie zajęła 7. miejsce z dorobkiem 13 punktów.
24 sierpnia 2024 wykonała utwór podczas „Przeboju lata Radia Zet i Polsatu”. 23 maja 2025 zaprezentowała singel podczas koncertu Radiowy przebój roku na Polsat Hit Festiwal 2025.

## „Obca” w stacjach radiowych
Nagranie było notowane na 3. miejscu w zestawieniu OLiA, najczęściej odtwarzanych utworów w polskich rozgłośniach radiowych.

## Teledysk
Do utworu powstał teledysk w reżyserii Alana Kępskiego, który udostępniono w dniu premiery singla za pośrednictwem serwisu YouTube.

## Lista utworów
- Digital download[2]

1. „Obca” – 2:42

- Digital download[10]

1. „Obca (Outcast)” – 2:42

- Digital download[11]

1. „Obca (Outcast)” (Mandee Rework) – 3:02

## Notowania
| Kraj   | Lista (2024)                   | Najwyższa pozycja |
| ------ | ------------------------------ | ----------------- |
| Polska | OLiS – oficjalna lista airplay | 3                 |

| Kraj   | Lista (2024)                   | Pozycja |
| ------ | ------------------------------ | ------- |
| Polska | OLiS – oficjalna lista airplay | 21      |

## Certyfikaty
| Kraj          | Certyfikat      | Sprzedaż |
| ------------- | --------------- | -------- |
| Polska (ZPAV) | platynowa płyta | 50 000+  |

## Wyróżnienia
| Rok  | Konkurs                  | Kategoria                   | Rezultat    |
| ---- | ------------------------ | --------------------------- | ----------- |
| 2024 | Gorąca 100               | 100 największych hitów 2024 | 89. miejsce |
| 2024 | Przebój roku RMF FM 2024 | Przebój roku                | 74. miejsce |